# Meister der Natività di Castello

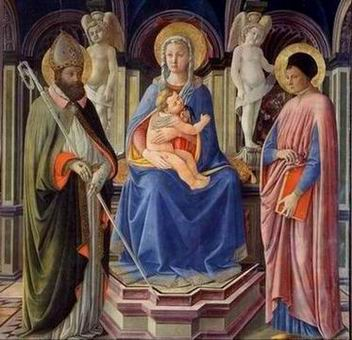
Meister der Natività di Castello: Madonna mit Kind und Heiligen, um 1449

Als Meister der Nativita di Castello (it. Maestro della Natività di Castello) wird ein Maler im Florenz des Mittelalters bezeichnet. Er war vermutlich von ungefähr 1445 bis 1470 dort tätig. Der namentlich nicht bekannte Künstler erhielt seinen Notnamen nach seinem Bild zur Geburt Jesu (it. Natività), das aus einer Medici-Villa, der Villa Castello in Florenz stammt. Es befindet sich heute in der Galleria dell’Accademia in Florenz.
Der Meister der Natività di Castello ist ein Vertreter der italienischen Frührenaissance. Stilistisch steht er Filippo Lippi nahe und war eventuell dessen Schüler. Dem Meister werden manchmal einige weitere Werke zugeordnet, von denen die meisten Experten jedoch annehmen, dass sie aus der Hand des ebenfalls zeitgleich in Florenz arbeitenden Malers Paolo Uccello stammen.